# Ledenice (Czarnogóra)
Ledenice (cyr. Леденице) – wieś w Czarnogórze, w gminie Kotor. W 2011 roku liczyła 18 mieszkańców.